# アルマン・ジャマール
アルマン・ジャマール（Armand Gustave Gerard Jamar、1870年4月18日 - 1946年12月10日）はベルギーの画家である。

## 略歴
リエージュで生まれた。リエージュの大学で法学の学位を得た後、24歳になった1894年からリエージュの王立美術学校(Academie royale des beaux-arts de Liege)でエヴァリスト・カルペンティエとアドリアン・デ・ウィッテの学生になった.。1900年にリエージュの美術展に初めて出展した。1904年にブリュッセルに近いスカールベークに移り、かつて画家、彫刻家のコンスタンタン・ムーニエが使っていたスタジオに住んだ。
パリのフランス芸術家協会の展覧会に毎回出展するようになり、1904年に選外佳作を受賞し、1907年に金賞も受賞した。ブリュッセルやアントウェルペン、ヘントの展覧会にも参加した。
1921年にブリュッセルの会場(Cercle Artistique et Litteraire)で個展を開いた。
初期にはフランスの風景画家、ウジェーヌ・ブーダンやオランダの画家、ヨハン・ヨンキントといった印象派の先駆けとされる画家たちから影響を受けて、印象派のスタイルの風景画を描いた。カルペンティエに学んだ学生たちと同じようにベルギーのリンブルフ州の高原(Kempens Plateau)の風景を描き、北海沿岸の海岸の風景も描いた。 1920年以降、スペインやイタリア、アルジェリアなどを旅してその明るい風景を描いた。1929年に美術愛好家の医師、Louis de Winterと知り合い、その影響で文学作品を題材にした作品も描いた。最後期には表現主義のスタイルの作品や、抽象画も描いたとされる。 
ベルギー政府からレオポルド勲章(シュヴァリエ)を受勲した。

## 作品

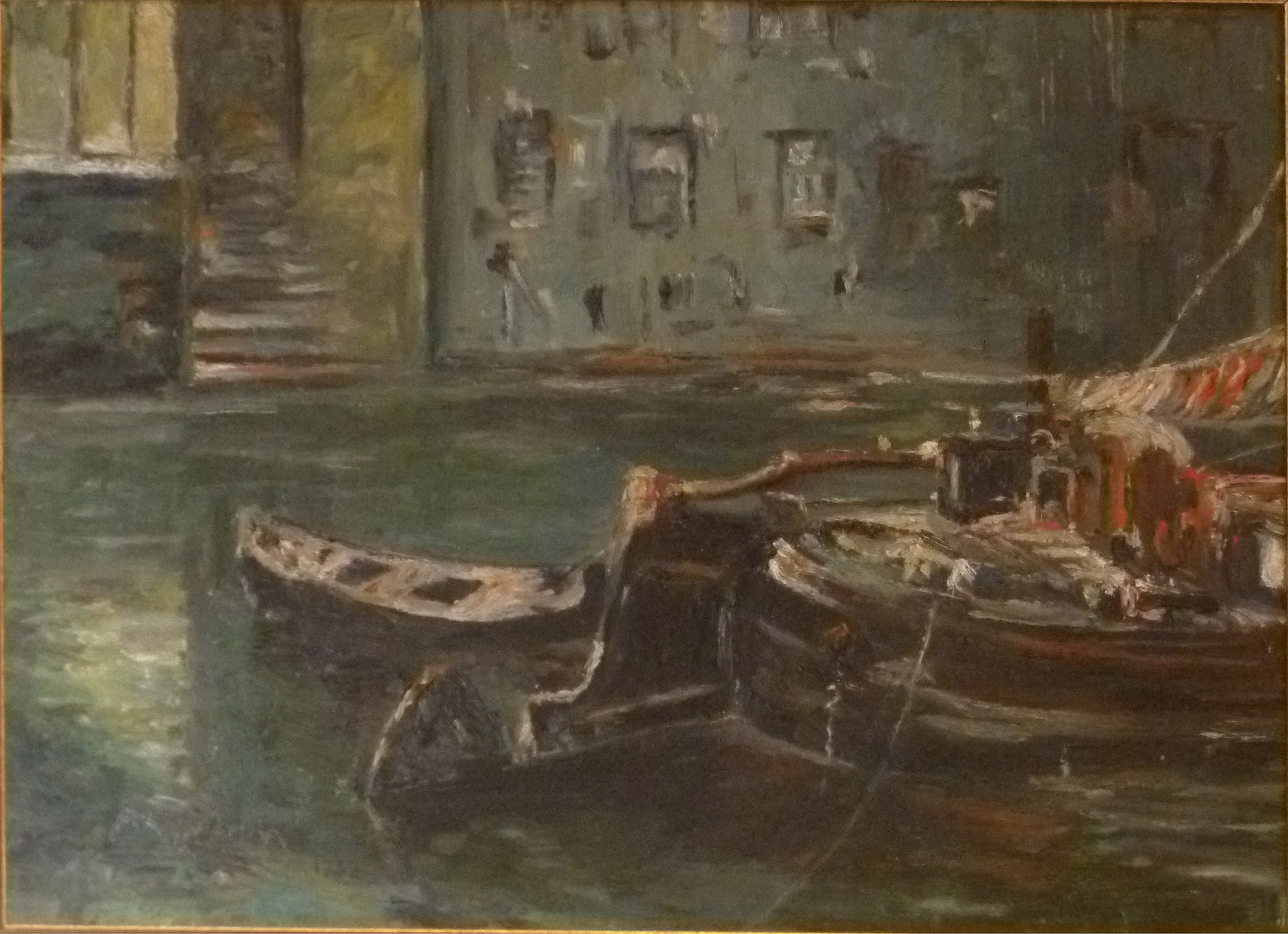
「岸壁のボート」
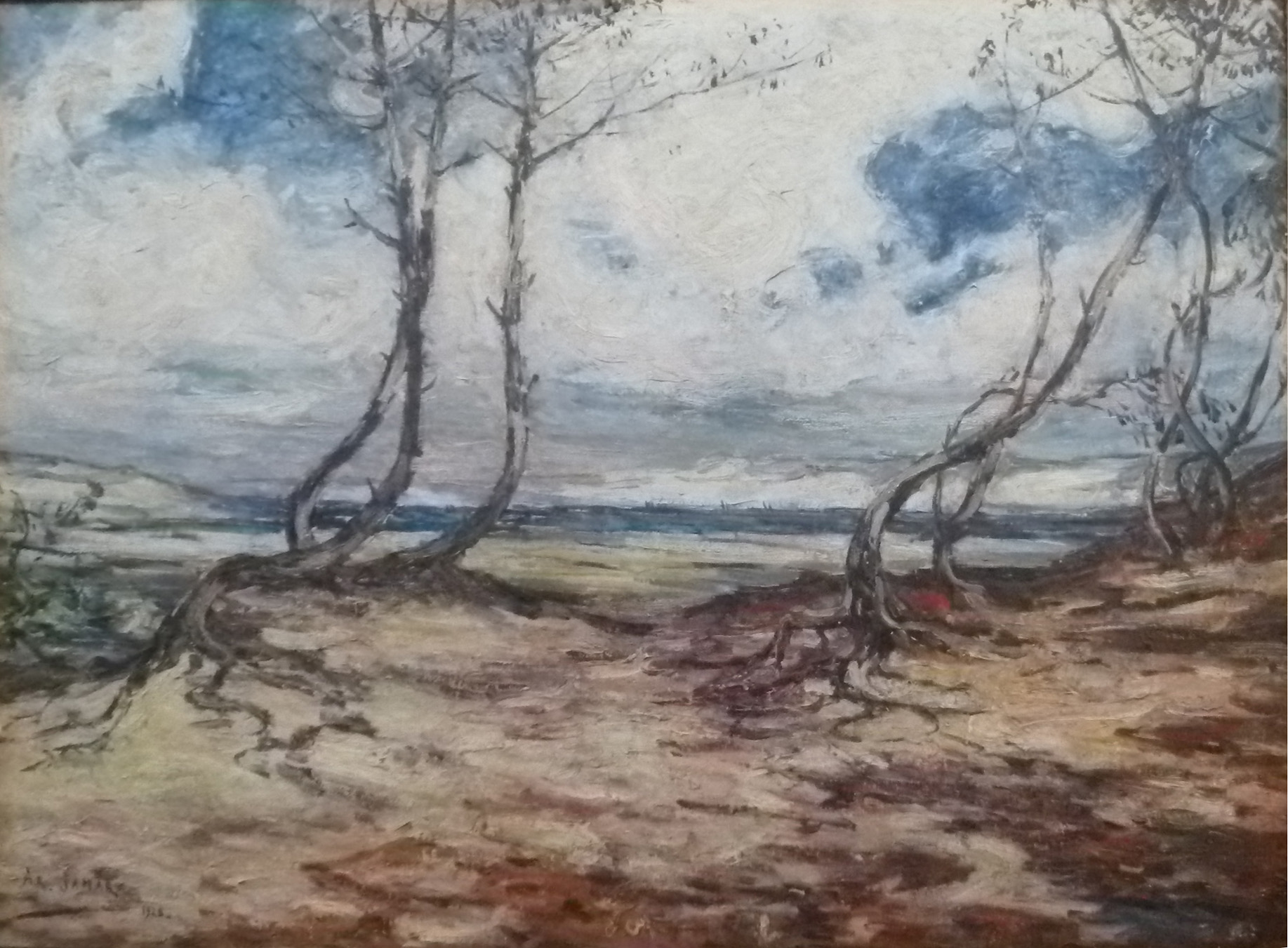
地中海の海岸の風景
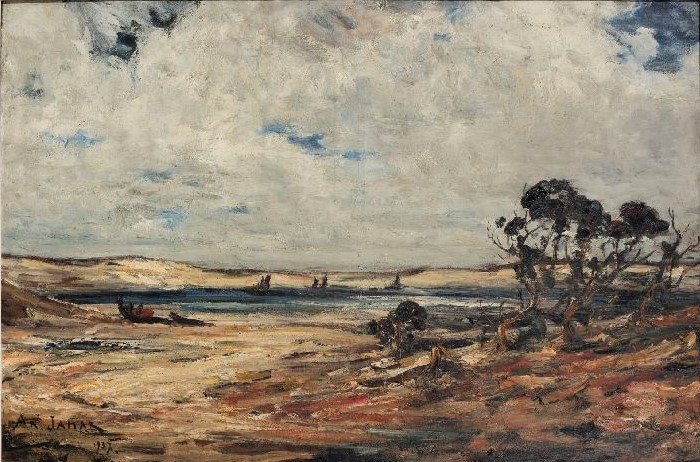
北海(1937)

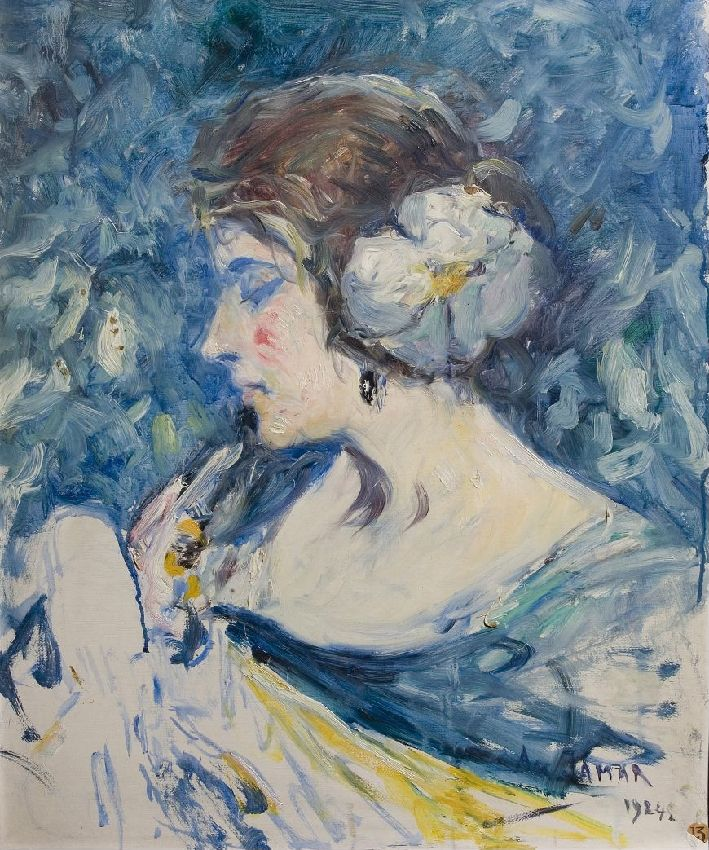
短い髪の女性(1924)
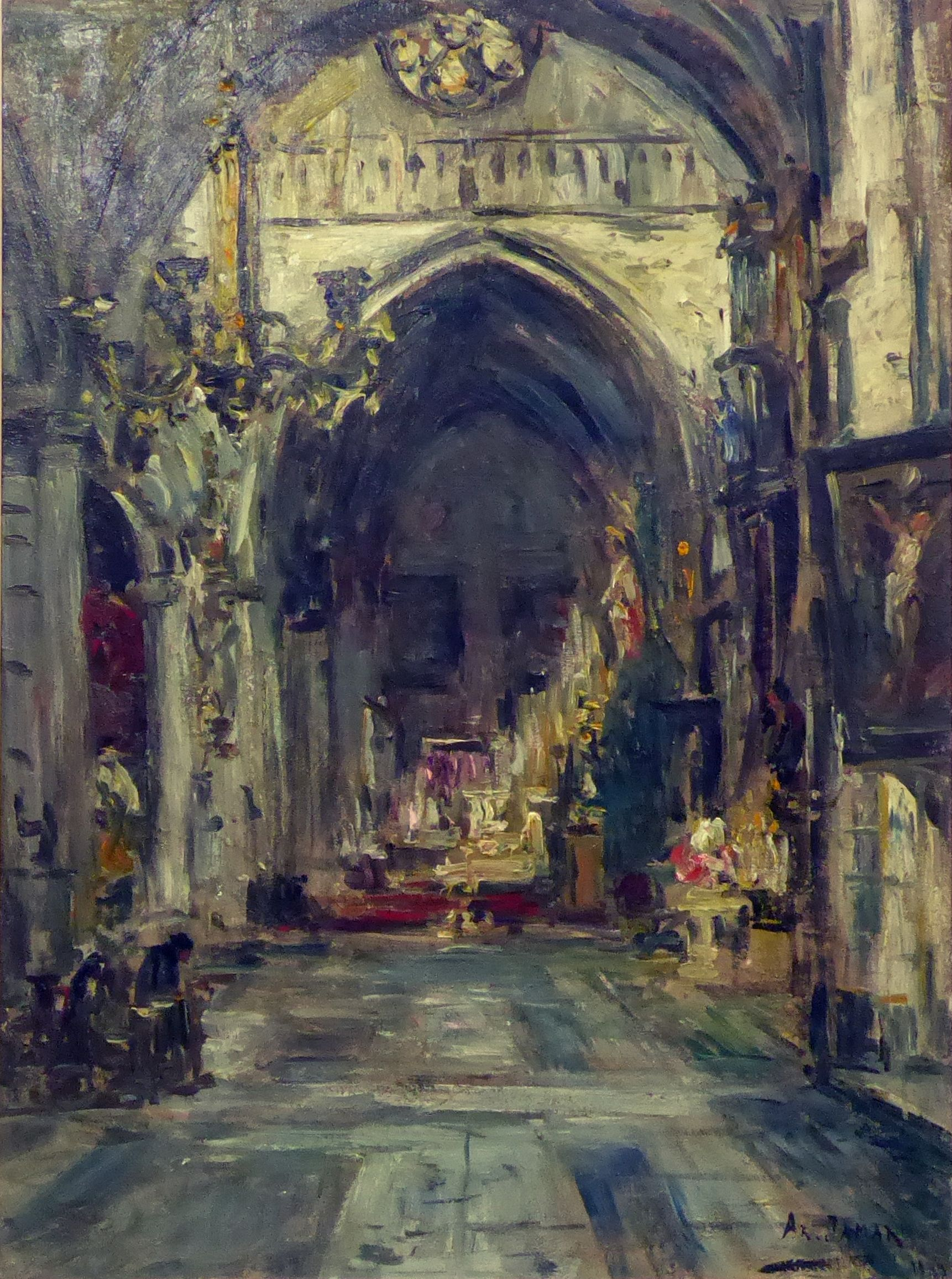
教会の堂内(1939)
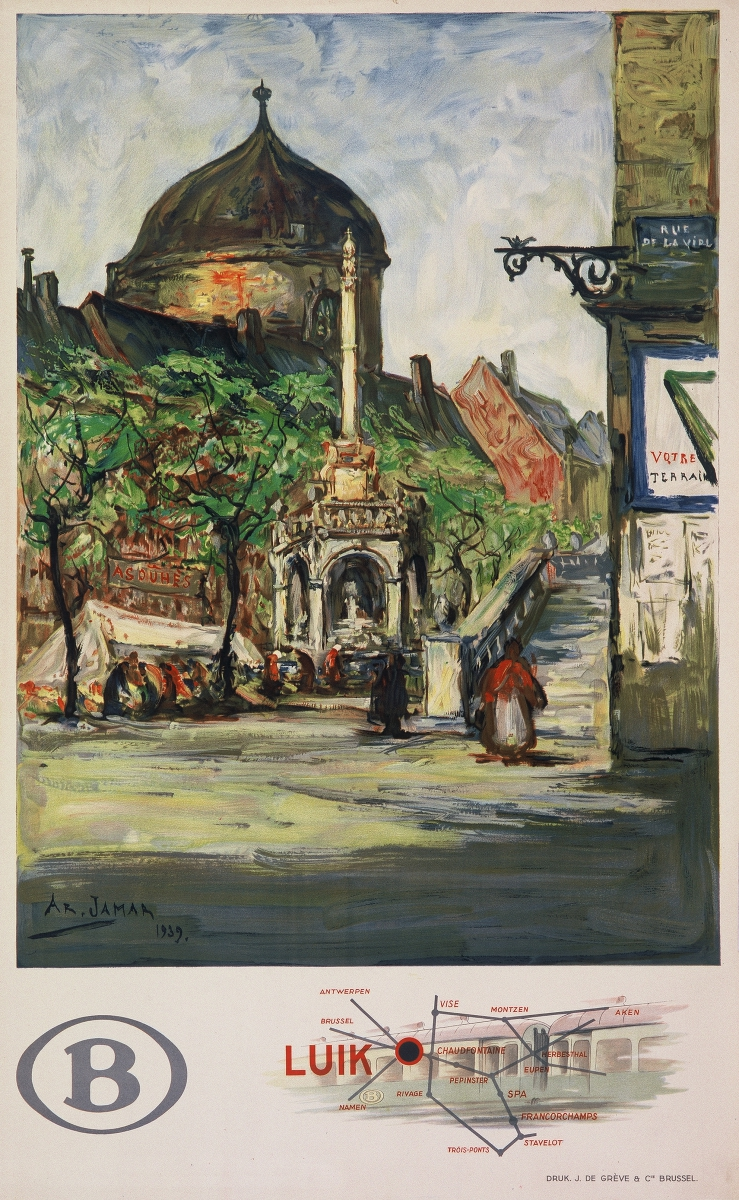
鉄道会社のポスター (1939)
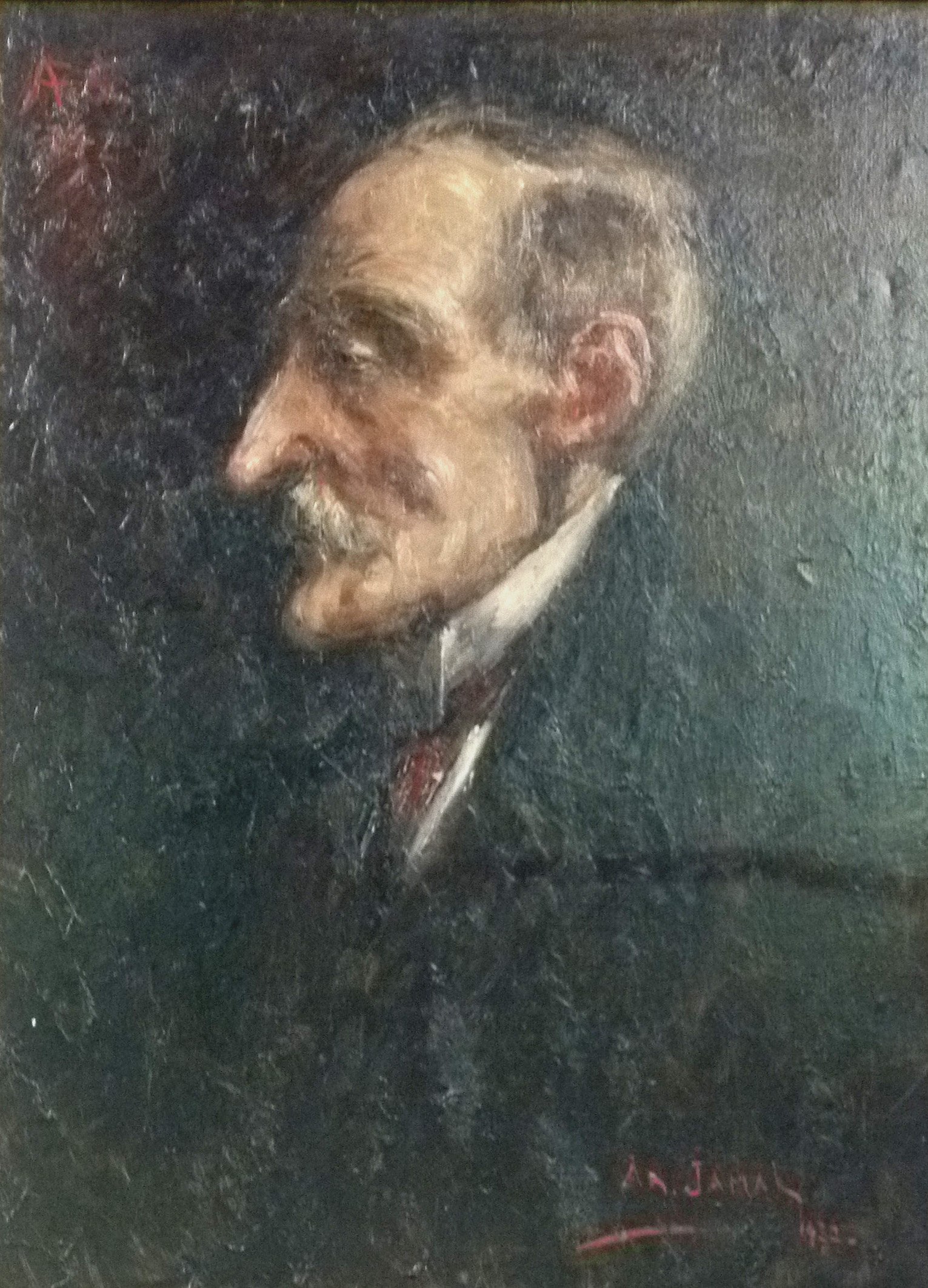
パトロンのLouis de Winterの肖像画